# Pompeius Probus
Pompeius Probus war ein spätantiker römischer Politiker des 4. Jahrhunderts.
Pompeius Probus wurde um 307 von Galerius als Gesandter zusammen mit Licinius zu Maxentius geschickt. Er war Prätorianerpräfekt von 310 bis 314 und Konsul im Jahr 310 zusammen mit Tatius Andronicus. Ihr Konsulat wurde von Licinius, Galerius und Maximinus Daia anerkannt, jedoch nicht von Maxentius in Italien oder Konstantin in Gallien. Daher war Probus Prätorianerpräfekt im Osten. Da er offenbar 314 noch im Amt war, dürfte er unter Licinius Prätorianerpräfekt gewesen sein.